# گیورگی جولگروف
گیورگی جولگروف (بلغاری: Георги Дюлгеров؛ زادهٔ ۳۰ سپتامبر ۱۹۴۳) کارگردان فیلم، تهیه‌کننده فیلم، و فیلم‌نامه‌نویس اهل بلغارستان است.
وی همچنین برندهٔ جوایزی همچون خرس نقره‌ای برای بهترین کارگردان شده‌است.